# 韦尔佐洛
韦尔佐洛（義大利語：Verzuolo），是意大利库内奥省的一个市镇。总面积26.2平方公里，人口6457人，人口密度246.5人/平方公里（2009年）。ISTAT代码为004240。